# Aktion Tier – Menschen für Tiere
Der Verein Aktion Tier – Menschen für Tiere e. V. (bis April 2006 Deutsches Tierhilfswerk e. V.) mit Sitz in Berlin ist mit rund 200.000 Mitgliedern einer der größten Tier- und Naturschutzvereine in Deutschland.

## Ziele und Grundsätze
Laut Satzung ist der Vereinszweck der Tier- und Naturschutz. Durch Aufklärung soll das Verständnis für die Tier- und Pflanzenwelt verbessert und die artgerechte Haltung von Tieren gefördert werden. Dies soll durch Informationsveranstaltungen und Kampagnen erreicht werden. Beim Erreichen dieser Ziele sollen eigene Tierschutzprojekte im In- und Ausland und die Unterstützung anderer Organisationen helfen.
Grundsätzlich lehnt der Verein den Bau von Tierheimen ab, da der Aufenthalt eines Tieres im Tierheim nur sehr eingeschränkt dessen arttypischen Bedürfnissen gerecht werden könne und es daher langfristig keinen Sinn habe, ausschließlich in neue Tierheime zu investieren. Seinen Arbeitsschwerpunkt sieht der Verein deswegen in der Präventionsarbeit. Nur durch tierschutzbewusstes Denken und Handeln des Einzelnen könne auf Dauer die Anzahl von Abgabetieren in Tierheimen reduziert und Tierleid verhindert werden.

## Aktivitäten

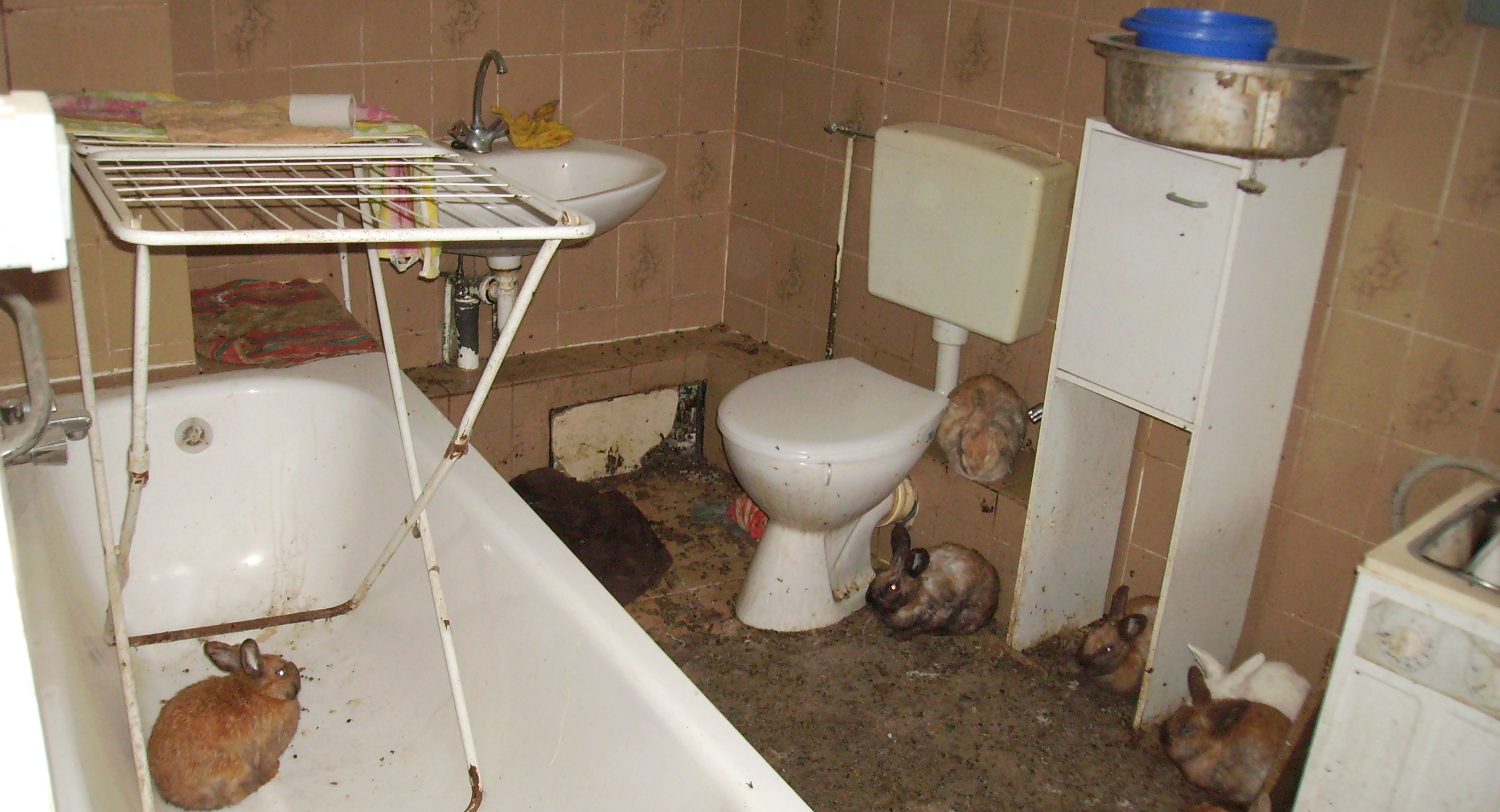
Beispiel für Tierhortung (Animal Hoarding) – Diese Kaninchenhaltung ist nicht artgerecht.

Aktion Tier arbeitet nach eigenen Angaben neben der Versorgung von Not leidenden Tieren vor allem im Bereich der Aufklärung und Prävention und führt dazu jährlich mehrere Tausend Aktionen durch.
In der Vergangenheit machte der Verein so unter anderem auf das Thema Tierhortung aufmerksam (z. B. Exklusiv-Die Reportage, Brisant oder Kerner) und dokumentierte einzelne Fälle. Infolgedessen kam es auch zu Eingriffen von Behörden. Er möchte auch dem illegalen Welpenhandel entgegenwirken und warnt davor, Hunde auf Märkten, in Fußgängerzonen oder über Kleinanzeigen zu erwerben. Er kritisiert, dass trotz eines gesetzlichen Handelsverbotes für Hunde und Katzen auf polnischen Märkten dort weiterhin Tiere verkauft werden. Bei diversen Aktionen versucht der Verein, illegale Welpenhändler zu überführen.

## Projekte
Der Verein fördert Tierschutzprojekte vor allem aber in Deutschland. Er finanziert auch eigene Projekte wie die Tierrettung München oder das Projekt Eichhörnchenseil. Gefördert werden auch Tierheime und Wildtierauffangstationen und die medizinische Betreuung der Tiere.

### Tierschutzzimmer und Tierschutzunterricht
Der Verein möchte Kinder für Natur- und Tierschutzthemen sensibilisieren. Jährlich werden Tierschutzferien für Schulkinder angeboten. Im September 2011 eröffnete der Verein das erste von inzwischen 23 Kinder-Tierschutzzimmern (Stand: Juli 2022). Schirmherrin der Tierschutzzimmer ist Gabriele Prinzessin zu Leiningen. Sängerin Sandy Mölling eröffnete als Tierschutzbotschafterin einige Tierschutzzimmer. Der Verein bietet zusätzlich Tierschutzunterricht an Schulen und Kindergärten an.

### Projekt Kitty

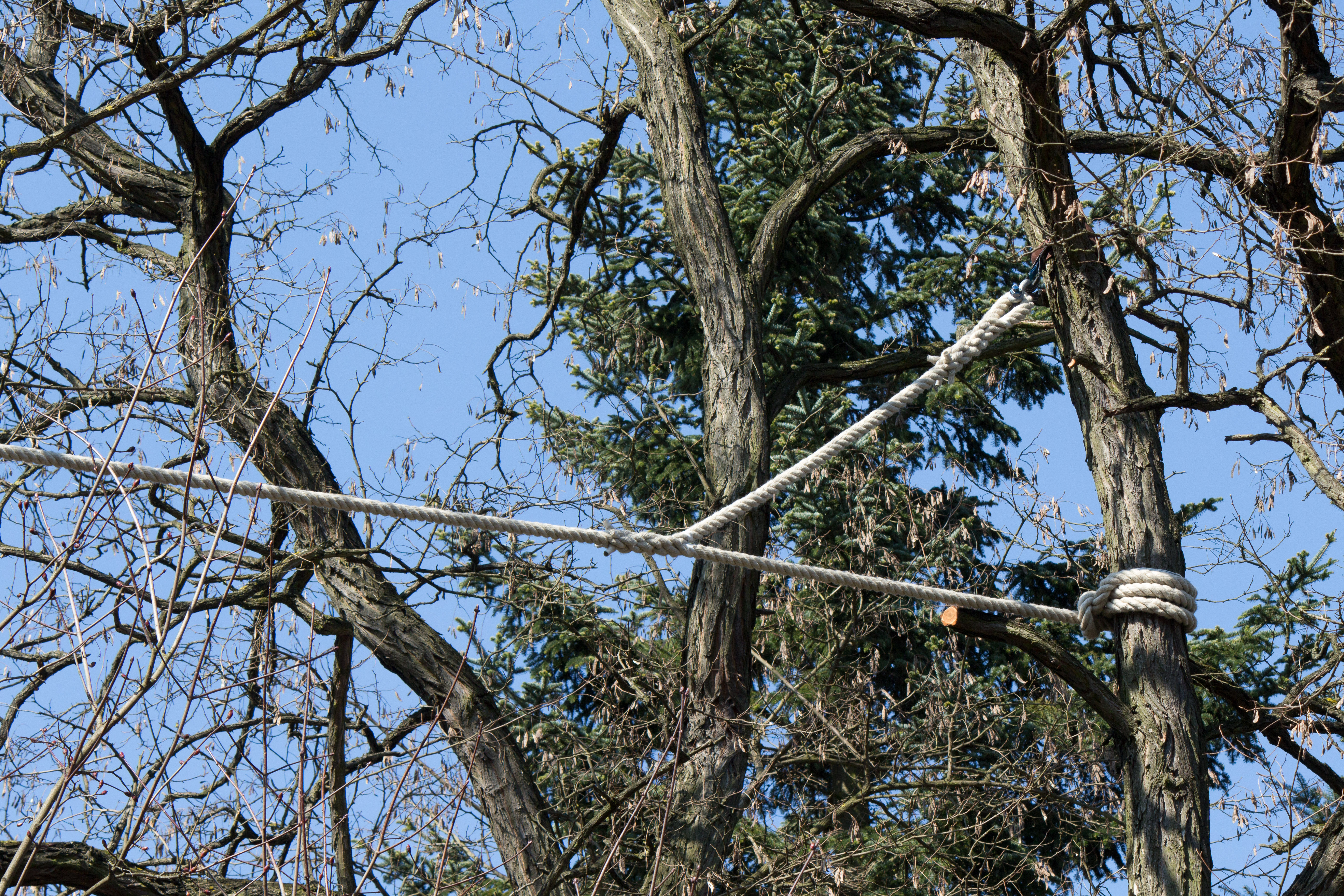
aktion tier Eichhörnchenbrücke in Berlin (Müggelseedamm, Bezirk Treptow-Köpenick)

Mit dem Projekt Kitty bemüht sich der Verein um eine Eindämmung der Straßenkatzenpopulation durch gezielte Kastrationsaktionen. Er setzt sich für eine gesetzliche Kastrations- und Kennzeichnungspflicht für Katzen mit Freigang ein. Die Stadt Paderborn führte 2008 in Zusammenarbeit mit aktion tier e. V. die bundesweit erste Kastrationspflicht für Hauskatzen mit Freigang ein, das sogenannte „Paderborner Modell“. Insgesamt mindestens 1075 weitere deutsche Städte und Gemeinden erließen nach diesem Vorbild Kastrations-, Kennzeichnungs- und Registrierungsverordnungen für Hauskatzen mit Freigang (Stand Juni 2022). Seit Juni 2022 gilt auch im Bundesland Berlin eine solche Katzenschutzverordnung.

### Projekt Eichhörnchenseile
Um Eichhörnchen vor einem Verkehrstod zu bewahren, startete der Verein im März 2014 das Artenschutz-Projekt „Eichhörnchenseile“. Die erste Eichhörnchenbrücke entstand in Zusammenarbeit mit dem Umwelt- und Naturschutzamt des Bezirks Treptow-Köpenick in Berlin. Weitere Eichhörnchenseile gibt es in München, Trier und Vlotho.

### Weitere Projekte (Auswahl)
- Wildtier- und Artenschutzstationen, u. a. in Sachsenhagen und Rastede (Niedersachsen)
- Pferdegnadenhöfe, u. a. Wachtendonk am Niederrhein und Aktion Tier Lottihof[40]
- Online-Tierheim für bundesweite Tierschutzvereine und Tierheime[41]
- Tierheim Accion del Sol auf Teneriffa[42][43]
- Aktion Tier Igelzentrum Niedersachsen (Laatzen) zur Pflege und Überwinterung hilfebedürftiger Igel[44]
- Aktion Tier Tierrettung München (Tierärztlicher Notdienst in München)
- Diverse Tierheime (u. a. in Zossen, Meissen und Roggendorf)[45]

Die Stiftung Menschen für Tiere wurde 2003 gegründet. Bei Auflösung des Vereins fällt dessen Vermögen an die Stiftung.

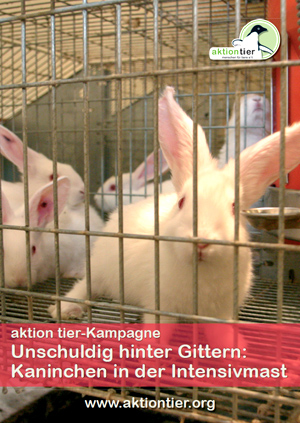
Beispiel Kampagnenplakat

## Kampagnen (Auswahl)
Im Rahmen der Präventionsarbeit startet der Verein regelmäßig Informationskampagnen zu verschiedenen Themen. Einige Beispiele:
| Jahr | Namen                                                       | Inhalt |
| ---- | ----------------------------------------------------------- | --- |
| 2022 | "Todschick – So viel Tierleid steckt in unserer Kleidung"   | Informationen über die negativen Aspekte von Fast Fashion sowie die Herstellungsprozesse von Kleidungsstücken aus tierischen Materialien (u. a. Seide, Leder), welche in Verbindung mit Tierleid stehen würden. Ziel sei es, dem Konsumenten Wissen für eine tier- und umweltbewusste Kaufentscheidung zu vermitteln. |
| 2021 | "Tierfreundlich gärtnern ohne Maschinen"                    | Da beim maschinengestützten Gärtnern viele Insekten, Igel und andere Lebewesen gefährdet seien, beschreibt die Kampagne alternative, umweltfreundliche Methoden der Gartenpflege. |
| 2020 | "Mein Kind wünscht sich ein Tier"                           | Ratgeber für Eltern, deren Kinder sich ein Haustier wünschen. Es werden Tipps gegeben, wie man dem Wunsch des Kindes nach einem Tier umgehen könnte sowie Alternativen zur Tierhaltung aufgezeigt. |
| 2015 | "Animal Hoarding"                                           | Informationen über krankhafte Tierhortung. Der Verein fordert im Rahmen der Kampagne ein Bundeszentralregister, in dem Animal Hoarder und andere Tierquäler verzeichnet sind. |
| 2013 | "Unsere Igel – Outdoorprofis in Gefahr"                     | Die Art der Weißbrustigel sei in einigen Bundesländern in ihrem Bestand gefährdet. Mit der Kampagne werden Tipps rund um den Igelschutz gegeben. Einhergehend mit der Kampagne eröffnete der Verein das aktion tier Igelzentrum Niedersachsen, eine Auffangstation für hilfebedürftige Igel.                          |
| 2011 | "Unschuldig hinter Gittern – Kaninchen in der Intensivmast" | Informationen über das Leid von Kaninchen in Massentierhaltung. Im Rahmen des Bündnisses „Kaninchenmast – nein danke!“ wurde gemeinsam mit anderen Tierschutzvereinen ein Verbot der Käfighaltung sowie die Einführung einer verbindlichen Haltungsverordnung gefordert.                                              |
| 2010 | "Wildtiere gehören nicht ins Wohnzimmer"                    | Die Kampagne beschreibt die negativen Aspekte privater Wildtierhaltung und rät vom Kauf eines exotischen Haustieres ab, da eine artgerechte Haltung nach Meinung des Vereins nicht möglich sei. |

## Kritik
Aktion Tier hieß früher Deutsches Tierhilfswerk. Es wurde 1985 u. a. von Wolfgang Ullrich gegründet. Ullrich veruntreute als Vereinsvorsitzender und -gründer des Deutschen Tierhilfswerks und dessen Schwesterverein Förderverein Europäisches Tierhilfswerk ca. 50 Millionen DM (25 Millionen Euro) und wurde im April 2003 wegen Untreue in 137 Fällen vom Landgericht München II zu zwölf Jahren Freiheitsstrafe verurteilt und dessen Generalbevollmächtigter für Untreue in 60 Fällen und Beihilfe zur Untreue in 77 Fällen zu achteinhalb Jahren. 2006 ist Ullrich auf Bewährung entlassen worden. Im selben Jahr benannte sich der Verein um. 1991 verlor das Deutsche Tierhilfswerk wegen Spendenskandalen und umstrittener Werbemethoden seine Gemeinnützigkeit aus § 52 Abgabenordnung (AO) und somit auch seine Steuerbegünstigung, das bedeutet unter anderem die fehlende Berücksichtigungsfähigkeit von Zuwendungen (Spenden) an den Verein bei der Einkommensteuer oder Körperschaftsteuer des Spenders. Dieser Zustand dauert bis heute (Stand Juli 2015) an.
In Rheinland-Pfalz versagte die zuständige Aufsichts- und Dienstleistungsdirektion (ADD) der Aktion Tier 2008 die Genehmigung, in den Städten und Gemeinden dieses Bundeslandes um Mitglieder zu werben. Eine Überprüfung der Behörde ergab, dass es „erhebliche Zweifel an einer einwandfreien und zweckentsprechenden Verwendung der Spendengelder“ gebe.
Das Nachrichtenmagazin Der Spiegel stellte im Oktober 2009 fest, dass von rund zwölf Millionen Euro Einnahmen nur ein Bruchteil Tieren direkt zugute komme. Daraufhin erwirkte der Verein eine gerichtliche Verfügung gegenüber dem Spiegel aufgrund von Falschaussagen.

## Belege
1. 1 2 3  Wir wollen keine Tierheime bauen Webseite von Aktion Tier e. V. Abgerufen am 8. August 2014.
2. 1 2 3  Hans-Dieter Götz, Markus Krischer: Die Geldmaschine der Mitleidsmafia. In: Focus. Nr. 46, 2000 (Online).
3. ↑  Guido Kleinhubbert und Conny Neumann: TIERSCHUTZ: Geschäfte mit Dackelblick. In: Der Spiegel. Nr. 41, 2009 (online).
4. ↑  Satzung des Vereins aktion tier – Menschen für Tiere e. V. Webseite von Aktion Tier e. V. Abgerufen am 12. Mai 2014.
5. 1 2  Nachbarschaft | Tagesspiegel LEUTE Treptow-Köpenick. Abgerufen am 8. Juli 2022.
6. ↑  aktion tier-menschen für tiere e. V.: aktion tier e. V. stellt sich vor. 29. März 2014, archiviert vom Original (nicht mehr online verfügbar) am 1. Dezember 2020; abgerufen am 12. Februar 2021.
7. ↑  Animal Hoarding: Kampagne gegen "Tiermessies" in München. TZ München. Abgerufen am 24. August 2015.
8. ↑  Krankhafte Tiersammler sind oft Wiederholungstäter. Webseite der Zeitung „Die Welt“. Abgerufen am 24. August 2015.
9. 1 2  Falsche Tierliebe: 100 Hunde aus Ex-Kaserne in Vitzeroda befreit. Webseite der Thüringischen Landeszeitung. Abgerufen am 24. August 2015.
10. ↑  53 Finken aus Rentner-Wohnung in Wedding geholt. Webseite der Berliner Morgenpost. Abgerufen am 24. August 2015.
11. 1 2  Meißner retten 53 Zebrafinken das Leben. Webseite der Sächsischen Zeitung. Abgerufen am 14. Juni 2020.
12. ↑  Tierleiden in Kauf genommen. Webseite der Zeitung Thüringer Allgemeine. Abgerufen am 24. August 2015.
13. ↑  Aktion Tier Meissen stoppt ungarische Welpenhändler. Webseite von Aktion Tier e. V. Abgerufen am 24. August 2015.
14. ↑  Welpenhandel brutal auf dem Polenmarkt. Webseite der Bild-Zeitung. Abgerufen am 24. August 2015.
15. ↑  Welpenhandel auf polnischen Märkten ist seit Januar verboten, aber… (Memento vom 31. März 2013 im Internet Archive). Webseite der Zeitung Bautzener Bote. Abgerufen am 24. August 2015.
16. ↑  Illegalen Tierhandel aufgedeckt . Webseite der Sächsischen Zeitung. Abgerufen am 14. Juni 2020.
17. ↑  Gesucht: Ein Haus für die Tierklinik Webseite der TZ München. Abgerufen am 24. August 2015.
18. ↑  Dantestraße: Eichkatzerlseil wurde aufgehängt Webseite der Tageszeitung TZ München. Abgerufen am 24. August 2015.
19. ↑  Blitzerfalle für Eichhörnchen. Webseite der Zeitung Tagesspiegel. Abgerufen am 24. August 2015.
20. ↑  12.000 Euro für Straßenkatzen (Memento vom 23. Mai 2014 im Internet Archive) Webseite des Wochenkurier. Abgerufen am 24. August 2015.
21. ↑  „aktion tier“ und „Menschen für Tiere“ wollen Kindern die Natur näherbringen Webseite der BILD Zeitung. Abgerufen am 24. August 2015.
22. ↑  Aktion Tier Junior (Memento vom 13. November 2014 im Internet Archive) Tierschutzferien, abgerufen am 24. August 2015.
23. ↑  Oster-Tierschutzferien für Kinder Webseite des Münchner Wochenanzeigers. Abgerufen am 24. August 2015.
24. 1 2  Die Begum schenkt Berliner Schulen Tier-Unterricht Webseite der BILD-Zeitung. Abgerufen am 5. August 2014.
25. ↑  Aktion Tier Tierschutzzimmer Projekt Tierschutzzimmer auf der Webseite von Aktion Tier. Abgerufen am 7. Juli 2022.
26. ↑  „No Angels“-Star eröffnet Tierschutzzimmer BILD Zeitung. Abgerufen am 7. Juli 2022.
27. ↑  Briloner Schule richtet landesweit einzigartiges Tierschutzzimmer ein. In: Sauerland Kurier. Abgerufen am 7. Juli 2022.
28. ↑  Kranke Streuner Webseite des Magazins Der Spiegel. Abgerufen am 7. Juli 2022.
29. ↑  Da hilft nur Kastration Deutschlandfunk Nova. Abgerufen am 7. Juli 2022.
30. ↑  Kennzeichnungspflicht für Stubentiger Ostsee-Zeitung. Abgerufen am 7. Juli 2022.
31. ↑  Cirstin Listing: Massenvermehrung: Das verborgene Leid der verwahrlosten Streunerkatzen. In: Die Welt. 14. September 2015 (welt.de [abgerufen am 7. Juli 2022]).
32. ↑  Julia Koch: Tiere: Kranke Streuner. In: Der Spiegel. 9. August 2010, ISSN 2195-1349 (spiegel.de [abgerufen am 7. Juli 2022]).
33. ↑  Gemeinden mit Katzenkastrationspflicht. Deutscher Tierschutzbund, abgerufen am 7. Juli 2022.
34. ↑  Berlin.de: Katzenschutzverordnung. 3. Juni 2022, abgerufen am 7. Juli 2022.
35. ↑  Stefan Jacobs: Blitzerfalle für Eichhörnchen. In: Der Tagesspiegel Online. 21. Juli 2014, ISSN 1865-2263 (tagesspiegel.de [abgerufen am 7. Juli 2022]).
36. ↑  Erste Berliner Eichhörnchenbrücke wird in Köpenick errichtet. 1. Juli 2014, abgerufen am 7. Juli 2022.
37. ↑  Süddeutsche Zeitung: Luftrettung. Abgerufen am 7. Juli 2022.
38. ↑  S. W. R. Aktuell, S. W. R. Aktuell: In Trier gibt es jetzt eine Eichhörnchenbrücke. Abgerufen am 7. Juli 2022.
39. ↑  RP ONLINE: Eichhörnchen-Seil soll Verkehrsunfälle verhindern. 5. März 2014, abgerufen am 7. Juli 2022.
40. ↑  Neu auf dem Lottihof: Tinker im Ruhestand. Ostsee-Zeitung, abgerufen am 7. Juli 2022.
41. ↑  aktion tier Webtierheim Abgerufen am 7. Juli 2022.
42. ↑  Die Retter der Hunde auf Teneriffa. Webseite der BILD Zeitung. Abgerufen am 22. Juli 2022.
43. ↑   10 000 m² auf Teneriffa für Tiere in Not (Memento vom 24. Mai 2014 im Internet Archive) Webseite des Tierheim Kronach. Abgerufen am 22. Juli 2022.
44. ↑  Aktion Tier Igelzentrum Niedersachsen Webseite des Igelzentrums. Abgerufen am 7. Juli 2022.
45. ↑  Tierheime & Gnadenhöfe | aktion tier hilft Tieren in Not. Abgerufen am 7. Juli 2022.
46. ↑  / Stiftung Menschen für Tiere. Webseite der Stiftung Menschen für Tiere. Abgerufen am 24. August 2015.
47. ↑  TODSCHICK – So viel Tierleid steckt in unserer Kleidung. aktion tier e. V., abgerufen am 7. Juli 2022.
48. ↑  Tierfreundlich gärtnern ohne Maschinen: aktion tier hat neue Aufklärungskampagne gestartet. Brilon Lokalzeitung, 7. Juli 2021, abgerufen am 7. Juli 2022.
49. ↑  aktion tier Kampagne – Tierfreundlich gärtnern ohne Maschinen! Abgerufen am 8. Juli 2022.
50. ↑  Mein Kind wünscht sich ein Tier: aktion tier startet Aufklärungskampagne. Berliner Woche, abgerufen am 7. Juli 2022.
51. ↑  Mein Kind wünscht sich ein Tier. Abgerufen am 8. Juli 2022.
52. ↑  "Animal Hoarding": Kampagne gegen "Tiermessies" in München. TZ München, abgerufen am 7. Juli 2022.
53. ↑  aktion tier Kampagne – Animal Hoarding - Wenn ausufernde Tierhaltungen zur Tierquälerei werden. Abgerufen am 8. Juli 2022.
54. ↑  Verein Aktion Tier warnt: Igel nicht mit nach Hause nehmen! Mitteldeutsche Zeitung, abgerufen am 7. Juli 2022.
55. ↑  Hamburger Abendblatt - Hamburg: Igelzentrum zählt deutlich mehr verletzte Tiere. 12. Februar 2021, abgerufen am 8. Juli 2022.
56. ↑  Tierschützer sammeln 45 000 Unterschriften. Stern, abgerufen am 8. Juli 2022.
57. ↑  Berlin: Nackte «Reptilien»-Frauen werben für Tierschutz. Mitteldeutsche Zeitung, abgerufen am 8. Juli 2022.
58. ↑  aktion tier Kampagne – Wildtiere gehören nicht ins Wohnzimmer! Abgerufen am 8. Juli 2022.
59. 1 2  Melkkuh Tierfreund. Website der TAZ. Abgerufen am 12. Mai 2014.
60. ↑  Bundesgerichtshof bestätigt Urteil wegen Untreue in Millionenhöhe zum Nachteil von Tierschutzorganisationen, Pressemitteilung Nr. 121/2004 des Bundesgerichtshofs, 21. Oktober 2004.
61. 1 2  Guido Kleinhubbert und Conny Neumann: Tierschutz – Geschäfte mit Dackelblick. In: Der Spiegel. Nr. 41, 2009.
62. ↑  Werben mit totem Projekt. Webseite der Hessischen/Niedersächsischen Allgemeinen Zeitung. Abgerufen am 24. August 2015.
63. ↑  Aktion Tier erwirkt Einstweilige Verfügung gegen den SPIEGEL. Abgerufen am 20. September 2022 (deutsch).

Koordinaten: 48° 9′ 45,9″ N, 11° 34′ 20,9″ O